# محمد الأضرعي
محمد الأَضْرَعِي فنان كوميدي شعبي يمني، من مواليد محافظة ذمار قرية أضرعة، بدأ مشواره الفني في بداية التسعينات كمنشد ومن ثم اتجه إلى التمثيل الكوميدي والأغاني ذات الطابع السياسي والاجتماعي، أصدر في انتخابات 1997م مع مجموعة من المنشدين أول عمل سياسي بعنوان "نجوم الليل تسألني"، سجن عدة مرات بسبب أعماله الفنية عن الفساد في اليمن وغلاء الأسعار[بحاجة لمصدر].

## ألبومات فنية
- أنا الشعب.
- أنا حر.
- أصل الحكاية.
- هات حقي.
- الأضرعي ورمضان صوم سوا.
- وجهة نظر
- من السبب (2006) سياسي.
- هذا حرام (2007).
- اللهم إني صايم (2007) عمل رمضاني.
- ثورة ياشباب الثورة (2011) خاص بثورة الشباب.
- أيش عاد تشتي مننا (2011) خاص بثورة الشباب.
- إحنا لها (2011) خاص بثورة الشباب.
- بيفرجها الله(2012).

## مسلسلات
- يا فصيح لمن تصيح (2008) - قناة السعيدة
- وجهة نظر (2013) - قناة اليمن الفضائية
- غاغة (2017) - قناة سهيل
- على غيري (2024) - قناة اليمن الفضائية
- كش ملك (2025) - قناة الجمهورية